# Miomantidae
Miomantidae — невелика родина богомолів, що станом на 2019 рік складається з 2 підродин Miomantinae та Solygiinae та містить загалом 7 родів. Ці богомоли переважно поширені в тропічній зоні Африки.
Раніше підродина Miomantinae належала до великої родини богомолові.